# Интенционный тремор
Интенцио́нный тре́мор (от лат. intensio — стремление, усердие, рвение; напряжение) — нарушение мелкой моторики конечностей, проявляющееся в виде дрожания конечностей под конец целенаправленного движения. Дрожание конечностей усиливается при приближении к цели движения. Нарушение появляется при выполнении точных движений. При данном виде тремора дрожание происходит в 3—5 Гц (при эссенциальном треморе колебания выше — 7—17 Гц). Дрожание ритмичное и толчкообразное, от небольших движений до крупных, с большой амплитудой.  Тремор наблюдается только при движении, дрожание в состоянии полного покоя отсутствует. Ярко интенционный тремор проявляется, когда нужно прикоснуться рукой, например, к кончику носа (присутствует сильное дрожание руки). Интенционный тремор часто сопровождается неспособностью поддержать фиксированное напряжение мышц, также часты утомляемость и гипотония.
Тремор может усиливаться при волнении, физическом и эмоциональном напряжении.

## Мозжечковый тремор и мозжечковая атаксия
Интенционный тремор часто сочетается с мозжечковой атаксией, тогда говорят о «атактическом треморе». Симптомы поражения мозжечка — один из признаков рассеянного склероза. Мозжечок обеспечивает возможность выполнения точных и дискретных движений и обеспечивает мышечный тонус.
В случае, если интенционный тремор вызван дегенерацией и атрофией мозжечка, значимо нарушение обратных связей, которое на уровне коры больших полушарий корригирует акты движения.

## Вызывающие интенционный тремор болезни
Интенционный тремор возникает при органических поражениях мозга: мозжечка и его связей, а также ствола головного мозга (к примеру, при дегенерации и атрофии ствола мозга и мозжечка, рассеянном склерозе, болезни Вильсона — Коновалова (гепатоцеребральной дистрофии), опухолях, сосудистых и токсических поражениях данных областей головного мозга). Также причинами могут быть поражение красных ядер и их связей, оливопонтоцеребеллярная дистрофия, спиноцеребеллярная дегенерация, наследственная сенсорная невропатия — болезнь Дежерина — Сотта. Тремор может быть связан с передозировкой или отравлением фенитоином (дифенином), барбитуратами, литием, ртутью, фторурацилом.